# Peggiopsis dorsopunctata
Peggiopsis dorsopunctata är en insektsart som först beskrevs av Melichar 1915.  Peggiopsis dorsopunctata ingår i släktet Peggiopsis och familjen Derbidae. Inga underarter finns listade i Catalogue of Life.